# Kup Maršala Tita 1982-1983
La Kup Maršala Tita 1982-1983 fu la 35ª edizione della Coppa di Jugoslavia. Migliaia di squadre parteciparono alle qualificazioni che portarono alle 32 che presero parte alla coppa vera e propria.
Il detentore era la Stella Rossa, che in questa edizione uscì negli ottavi di finale.
Il trofeo fu vinto dalla Dinamo Zagabria, che sconfisse in finale il Sarajevo. Per gli zagabresi fu il settimo titolo in questa competizione.

Il successo diede alla Dinamo l'accesso alla Coppa delle Coppe 1983-1984.
Il Partizan, vincitore del campionato, uscì negli ottavi di finale.

## Qualificazioni
```
Queste una delle partite della Coppa di 
Voivodina
 del 
Proleter Zrenjanin
[
3
]

Bačka B. Palanka - Proleter         3-2
```

## Squadre qualificate
Le 18 partecipanti della Prva Liga 1981-1982 sono qualificate di diritto. Le altre 14 squadre (in giallo) sono passate attraverso le qualificazioni.

### Calendario
| Turno                | Gare        | Date             | Numero gare | Riduzione squadre |
| -------------------- | ----------- | ---------------- | ----------- | ----------------- |
| Sedicesimi di finale | Gara unica  | 26 ottobre 1982  | 16          | 32 → 16           |
| Ottavi di finale     | Gara unica  | 10 novembre 1982 | 8           | 16 → 8            |
| Quarti di finale     | Gara unica  | 23 marzo 1983    | 4           | 8 → 4             |
| Semifinali           | Gara unica  | 27 aprile 1983   | 2           | 4 → 2             |
| Finale               | Da definire | 24 maggio 1983   | 1           | 2 → 1             |

In finale, dal 1969 al 1986, vigeva la regola che:
- Se fossero giunte due squadre da fuori Belgrado, la finale si sarebbe disputata in gara unica nella capitale.
- Se vi fosse giunta una squadra di Belgrado, la finale si sarebbe disputata in due gare, con il ritorno nella capitale.
- Se vi fossero giunte due squadre di Belgrado, si sarebbe sorteggiato in quale stadio disputare la gara unica.
- La finale a Belgrado si sarebbe disputata il 24 maggio, in concomitanza con la festa per la Giornata della Gioventù (25 maggio).

## Sedicesimi di finale
| Squadra 1                  | Risultato       | Squadra 2           |                                                                     |
| -------------------------- | --------------- | ------------------- | ------------------------------------------------------------------- |
| 26 ottobre 1982            | 26 ottobre 1982 | 26 ottobre 1982     | Marcatori                                                           |
| (2) AIK Bačka Topola       | 2 – 4           | Stella Rossa (1)    | Agbaba, Patarčić (A); V.Petrović, B.Đurovski, Janjanin, Đorđić (SR) |
| (2) Priština               | 0 – 1           | OFK Belgrado (1)    | B.Marjanović                                                        |
| (x) Guarnigione JNA Raška  | 1 – 1 (8-9 dtr) | Hajduk Spalato (1)  | Stefanov (G); Mehmedalić (H)                                        |
| (3) Jedinstvo Bijelo Polje | 0 – 2           | Dinamo Zagabria (1) | Deželić, B.Cvetković                                                |
| (4) LIO Osijek             | 0 – 0 (2-4 dtr) | Vardar (1)          |                                                                     |
| (3) Orijent                | 2 – 0           | Osijek (1)          | Tabar, Močinić                                                      |
| (1) Partizan               | 1 – 0           | Leotar (2)          | Đelmaš                                                              |
| (3) Rabotnički             | 2 – 2 (6-4 dtr) | Željezničar (1)     | Natev 2 (R); Škoro, Aškraba (Ž)                                     |
| (1) Radnički Niš           | 1 – 2           | Galenika Zemun (1)  | Aleksić (R); Lacmanović 2 (G)                                       |
| (3) Rudar Kakanj           | 0 – 3           | Sarajevo (1)        | Pašić 2, Sušić                                                      |
| (3) Slovan Lubiana         | 0 – 1           | Velež Mostar (1)    | Vukoje                                                              |
| (2) Spartak Subotica       | 0 – 1           | Budućnost (1)       | Hadžiosmanović                                                      |
| (2) Teteks                 | 1 – 1 (3-5 dtr) | Sloboda Tuzla (1)   | Tasić (T); C.Milošević rig. (S)                                     |
| (4) VIKO Omladinac         | 0 – 4           | Rijeka (1)          | Gračan, Desnica, Matrljan, Juričić                                  |
| (1) Vojvodina              | 6 – 1           | Borac Čačak (2)     | Bekvalac, Rac, Z.Marić, Zovko, Tintar, Mićanović (V); Ivanović (B)  |
| (2) NK Zagabria            | 0 – 2           | Olimpia Lubiana (1) | Rožič, Domadenik                                                    |

## Ottavi di finale
| Squadra 1           | Risultato        | Squadra 2          |                                                                                  |
| ------------------- | ---------------- | ------------------ | -------------------------------------------------------------------------------- |
| 10 novembre 1982    | 10 novembre 1982 | 10 novembre 1982   | Marcatori                                                                        |
| (1) Stella Rossa    | 1 – 3            | Rijeka (1)         | D.Savić (SR); D.Lukić, Desnica, Gračan (R)                                       |
| (1) Dinamo Zagabria | 3 – 2            | Velež Mostar (1)   | Kranjčar 2, B.Cvetković (D); D.Juričić, Matijević (V)                            |
| (1) Sarajevo        | 5 – 2            | Rabotnički (3)     | B.Božović, Sušić, Teskeredžić, Hadžibegić, Janjuš (S); A.Georgijevski, Natev (R) |
| (1) Hajduk Spalato  | 5 – 0            | Budućnost (1)      | Jerolimov 2, Krstičević 2, Gudelj                                                |
| (1) OFK Belgrado    | 3 – 2            | Galenika Zemun (1) | Majstorović 2, Verušević (O); Kolb, Z.Panić (G)                                  |
| (1) Olimpia Lubiana | 0 – 0 (6-7 dtr)  | Orijent (3)        |                                                                                  |
| (1) Sloboda Tuzla   | 3 – 2            | Partizan (1)       | Cvjetković 2, Kovačević (S); Živković 2 (P)                                      |
| (1) Vardar          | 0 – 1            | Vojvodina (1)      | Z.Marić                                                                          |

## Quarti di finale
| Squadra 1           | Risultato       | Squadra 2          |                                |
| ------------------- | --------------- | ------------------ | ------------------------------ |
| 23 marzo 1983       | 23 marzo 1983   | 23 marzo 1983      | Marcatori                      |
| (1) Dinamo Zagabria | 6 – 0           | Sloboda Tuzla (1)  | Kranjčar 4, Krnčević, Mlinarić |
| (1) Rijeka          | 1 – 0           | Vojvodina (1)      | Mokuš aut.                     |
| (1) OFK Belgrado    | 0 – 2           | Hajduk Spalato (1) | Šalov 2                        |
| (3) Orijent         | 0 – 0 (3-4 dtr) | Sarajevo (1)       |                                |

## Semifinali
| Squadra 1      | Risultato      | Squadra 2           |                                                   |
| -------------- | -------------- | ------------------- | ------------------------------------------------- |
| 27 aprile 1983 | 27 aprile 1983 | 27 aprile 1983      | Marcatori                                         |
| (1) Sarajevo   | 1 – 0          | Hajduk Spalato (1)  | Jozić                                             |
| (1) Rijeka     | 1 – 3          | Dinamo Zagabria (1) | D.Lukić (R); Peranić aut., Krnčević, Mlinarić (D) |

## Finale
| Arbitro: | Delević (Belgrado) |

|                            |           |                             |
| Kranjčar 14’ 35’ Cerin 31’ | Marcatori | 29’ Musemić 73’ Kapetanović |

| Dinamo | Sarajevo |

|                   |    |                    |     |
|                   |    |                    |     |
| P                 | 1  | Marijan Vlak       |     |
| D                 | 2  | Ante Rumora        |     |
| D                 | 3  | Zvjezdan Cvetković |     |
| D                 | 4  | Ismet Hadžić       |     |
| D                 | 5  | Mladen Munjaković  |     |
| D                 | 6  | Srećko Bogdan      |     |
| C                 | 7  | Zlatan Arnautović  |     |
| A                 | 8  | Snješko Cerin      |     |
| A                 | 9  | Zlatko Kranjčar    | 81’ |
| C                 | 10 | Marko Mlinarić     |     |
| A                 | 11 | Borislav Cvetković | 79’ |
| A disposizione:   |    |                    |     |
| C                 | ?  | Velimir Zajec      | 79’ |
| A                 | ?  | Eddie Krnčević     | 81’ |
| Allenatore:       |    |                    |     |
| Miroslav Blažević |    |                    |     |

|                 |    |                   |     |
|                 |    |                   |     |
| P               | 1  | Slobodan Janjuš   |     |
| D               | 2  | Ferid Radeljaš    |     |
| D               | 3  | Mirza Kapetanović |     |
| D               | 4  | Želimir Vidović   | 36’ |
| D               | 5  | Nijaz Ferhatović  |     |
| D               | 6  | Faruk Hadžibegić  |     |
| C               | 7  | Dragan Božović    |     |
| C               | 8  | Slaviša Vukićević |     |
| A               | 9  | Husref Musemić    |     |
| D               | 10 | Davor Jozić       |     |
| C               | 11 | Boban Božović     | 46’ |
| A disposizione: |    |                   |     |
| C               | ?  | Mehmed Janjoš     | 36’ |
| C               | ?  | Senad Merdanović  | 46’ |
| Allenatore:     |    |                   |     |
| Boško Antić     |    |                   |     |